# Łęki Górne
Łęki Górne – falu Lengyelországban, a Kárpátaljai vajdaság Dębicai járásában, közigazgatásilag Pilzno községhez (gmina) tartozik. 2006-ban 1700 lakosa volt . Pilznótól 9, Dębicától 21 km-re nyugatra fekszik a Dulcza-patak partján, a Kárpátaljai és a Kis-Lengyelországi vajdaság határán.
A faluban áll egy értékes, gótikus-barokk stílusú fatemplom, mely eredetileg 1484-ben épült és Szt. Bertalannak szentelték. Mai formáját a 18. században kapta. A templomhoz 17. századi keresztelőmedence és 1544-ből származó harang is tartozik. A faluban található a Tarłów-család által 1586-ban építtetett erődített kastély.

## Külső hivatkozások
- Cikk a kastélyról (lengyelül)
- Cikk a Szt. Bertalan-templomról (lengyelül)